# Telocricus cazieri
Telocricus cazieri är en mångfotingart som först beskrevs av Chamberlin 1952.  Telocricus cazieri ingår i släktet Telocricus och familjen storjordkrypare.
Artens utbredningsområde är Bahamas. Inga underarter finns listade i Catalogue of Life.